# Eugen Stadelmann
Eugen Stadelmann (* 1. Februar 1919 in Hard, Vorarlberg; † 15. Dezember 1998 ebenda) war Lehrer, Schuldirektor und Heimatdichter.

## Leben
Eugen Stadelmann wurde am 1. Februar 1919 als Sohn von Johann Stadelmann (* 8. August 1875) und Agnes Köhlmeier (5. Mai 1878) in Hard geboren und am folgenden Tag auf den Namen Eugen getauft. Seine Eltern hatten am 19. Februar 1917 geheiratet. Nach der allgemeinen Schulbildung besuchte die Lehrerbildungsanstalt (LBA) in Feldkirch und legte 1939 seine Reifeprüfung ab. Nach Einzug in den Zweiten Weltkrieg wirkte er ab 1946 an seinem Geburtsort Hard als Volksschullehrer. Am 25. Mai 1957 heiratete er Germana Hildegard. 1959 wurde er zum (zunächst provisorischen) Direktor der Knabenvolksschule Hard bestellt, der er bis 1984 (unter dem geänderten Namen Volksschule Hard-Markt) vorstand. Seit 1955 verfasste er Gedichte in Harder Mundart, volkstümliche Beitrage zur Orts- und Kirchengeschichte von Hard und wirkte in mehreren Vereinen.

## Auszeichnungen
- 1980 Ehrenring der Marktgemeinde Hard

## Werke (in Auswahl)
- Gedichte im Vorarlberger Volkskalender
- Mir Hardar. Mundartgedichte. Hard: Eigenverlag der Marktgemeinde, 1980.
- Hard am Bodensee in alten Ansichten. Zaltbommel: Europ. Bibliothek, 1985.
- Hard. Bilder aus vergangenen Tagen. Lustenau o. J.